# Ulrich Körner

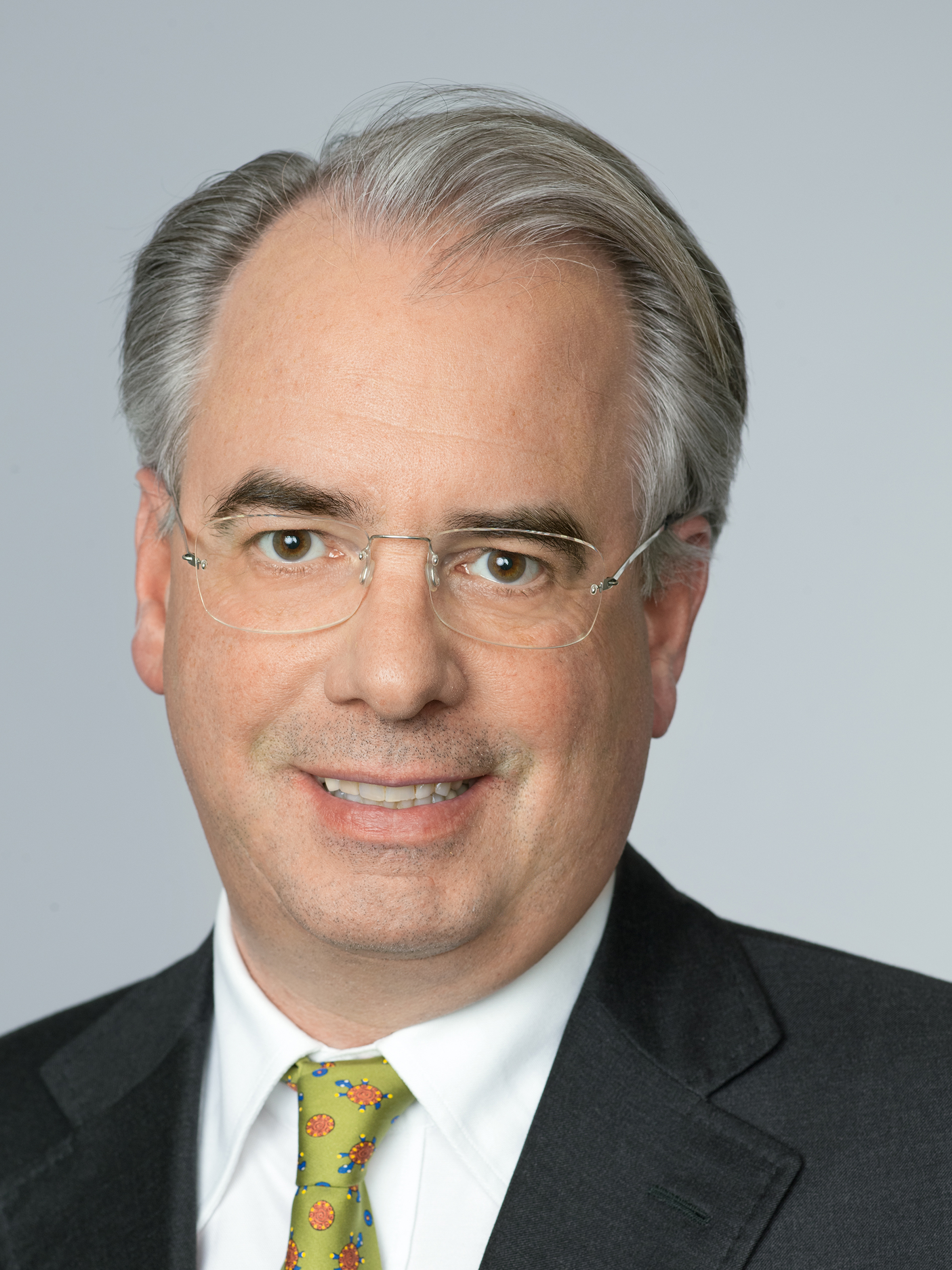
Ulrich Körner (2013)

Ulrich Körner (* 25. Oktober 1962 in Deutschland) ist ein deutsch-schweizerischer Bankmanager. Er war seit August 2022 Konzernleiter (CEO) der Credit Suisse Group und nach der Akquisition der Grossbank durch die UBS Group AG im Juni 2023 als CEO der Credit Suisse AG Mitglied der UBS-Konzernleitung. Nach erfolgter Fusion der Credit Suisse AG mit der UBS AG schied er zum 1. Juli 2024 aus der Konzernleitung aus und wird die UBS im Verlauf des Jahres verlassen.

## Ausbildung
Nach Besuch der Gerhart-Hauptmann-Schule in Freiburg im Breisgau von 1969 bis 1973 wechselte er zum Staatlichen Ludwigsgymnasium in Saarbrücken, das er 1980 mit dem Bestehen der Abiturprüfung abschloss. Danach besuchte er von 1980 bis 1983 die internationale Internatsschule Lyceum Alpinum Zuoz in der Nähe von St. Moritz im Engadin, wo er die Schweizer Matura Typus B erlangte.
Ab 1983 studierte Körner an der Universität St. Gallen Betriebswirtschaft mit Vertiefung in Bankwirtschaft und schloss 1988 das Studium mit den Titeln lic. oec. und Master of Arts ab. Gleich anschliessend begann er sein Doktoratsstudium und promovierte 1993 an der Universität St. Gallen mit dem Titel Dr. oec.

## Karriere
Nach dem Abschluss seines Studiums begann er 1989 seine berufliche Laufbahn als Wirtschaftsprüfer bei Pricewaterhouse in Zürich. Von 1993 bis 1998 arbeitete Körner als Unternehmensberater bei McKinsey & Company in Zürich. 1998 wechselte er zur Credit Suisse als Chief Financial Officer für die Schweiz und wurde zwei Jahre später Head of Technology and Services, bevor er 2002 die Rolle des Chief Financial Officer der Credit Suisse übernahm. Zusätzlich zu dieser Aufgabe wurde er 2004 Chief Operating Officer. Im Jahr 2006 übernahm er die Position des Chief Executive Officer (CEO) der Credit Suisse Schweiz.
Im April 2009 wechselte Körner als Group Chief Operating Officer und Mitglied des Group Executive Board zur UBS. In seiner Rolle als Group Chief Operating Officer war er bis 2013 verantwortlich für das Corporate Center mit mehr als 25,000 Mitarbeitern, das zu dieser Zeit die Bereiche Group Strategy, Human Resources, Group Technology, Group Operations, Communications and Branding, Corporate Real Estate and Administrative Services und Supply and Demand Management umfasste. Diese Funktion war mit Amtsantritt von Körner neu geschaffen worden.
Körner war ab Dezember 2011 President UBS EMEA (zuvor CEO UBS Group Europe, Middle East and Africa), mit Standorten in 29 Ländern. Zusammen mit den divisionalen Chief Executive Officers trug er die Verantwortung für die Implementierung der regionalen Strategie und die Zusammenarbeit aller Divisionen. Im Januar 2014 übernahm Körner als President die Leitung des Asset Managements der UBS AG, während Tom Naratil zusätzlich zu seiner Funktion als Chief Financial Officer die Rolle des Chief Operating Officer annahm. Im ersten Jahr verzeichnete der von Körner übernommene Geschäftsbereich das beste Ergebnis seit 2009. Ab November 2014 übte er zusätzliche Mandate als Aufsichtsratsmitglied der UBS Europe SE, Präsident des Stiftungsrats der UBS-Pensionskasse und Mitglied des Stiftungsrats der UBS Optimus Foundation aus.
Im Frühling 2020 verliess Körner die UBS, nachdem er zum Ende seines Jahrzehntes bei der zweiten Schweizer Grossbank als Senior Advisor des Group CEO tätig gewesen war. Anfang 2021 wechselte er als CEO Asset Management wieder zurück zur Credit Suisse, wo er Mitglied der Geschäftsleitung der Credit Suisse Group AG und der Credit Suisse AG wurde. Am 1. August 2022 trat er als Nachfolger von Thomas Gottstein die Stelle des Konzernleiters (CEO) der Credit Suisse Group an. Im Zusammenhang mit der Übernahme der Credit Suisse durch die UBS wurde Körner nach Abschluss der Transaktion im Juni 2023 erneut Mitglied der Konzernleitung der UBS AG. Per 31. Mai 2024 wurde die Credit Suisse AG mit der UBS AG rechtlich verschmolzen und damit als Unternehmen aus dem Handelsregister gestrichen, Ulrich Körner scheidet per 30. Juni 2024 aus der Konzernleitung der UBS AG aus.

## Mandate
Ulrich Körner ist Präsident des Widder Hotels in Zürich und Vizepräsident des Verwaltungsrates des Lyceum Alpinum Zuoz. Dazu ist er Mitglied des Financial Service Chapter Board der Schweizerisch-Amerikanischen Handelskammer, des Beirates am Institut für Banking und Finance der Universität Zürich und des Wirtschaftsbeirates der Laureus Stiftung Schweiz.
Er war Verwaltungsratsmitglied der Winterthur Group, der AXA Leben AG und der AXA Versicherungen AG, sowie der Bank Leu AG und danach der Bank Clariden Leu AG. Bis 2014 war er Vizepräsident des Verwaltungsratsausschusses der Schweizerischen Bankiervereinigung.
Als Vertreter der UBS beriet er Schweizer Politiker sowohl bezüglich der Aufspaltbarkeit von Grossbanken, als auch bezüglich der Strategie zur Zukunft des Schweizer Finanzplatzes.

## Privatleben
Ulrich Körner hat sowohl die deutsche als auch die Schweizer Staatsbürgerschaft. Er ist Vater von drei Kindern.